# Ann-Marie Hepler
Ann-Marie Hepler (* 8. April 1996 in Majuro) ist eine Schwimmerin von den Marshallinseln.

## Biografie
Ann-Marie Hepler trat bei den Olympischen Sommerspielen 2012 in London über 50 m Freistil an, schied jedoch als 49. im Vorlauf aus.
Trainiert wird sie von ihrer Mutter Amy LaCost. Bereits im Alter von zwei Jahren lernte Hepler das Schwimmen und besitzt seit ihrem zehnten Lebensjahr einen Tauchschein. Sie arbeitete als Rettungsschwimmerin und Schwimmlehrerin auf Kwajalein. Sie besuchte die University of Nebraska-Lincoln und schloss ihr Psychologiestudium 2018 ab.